# Hokasjön

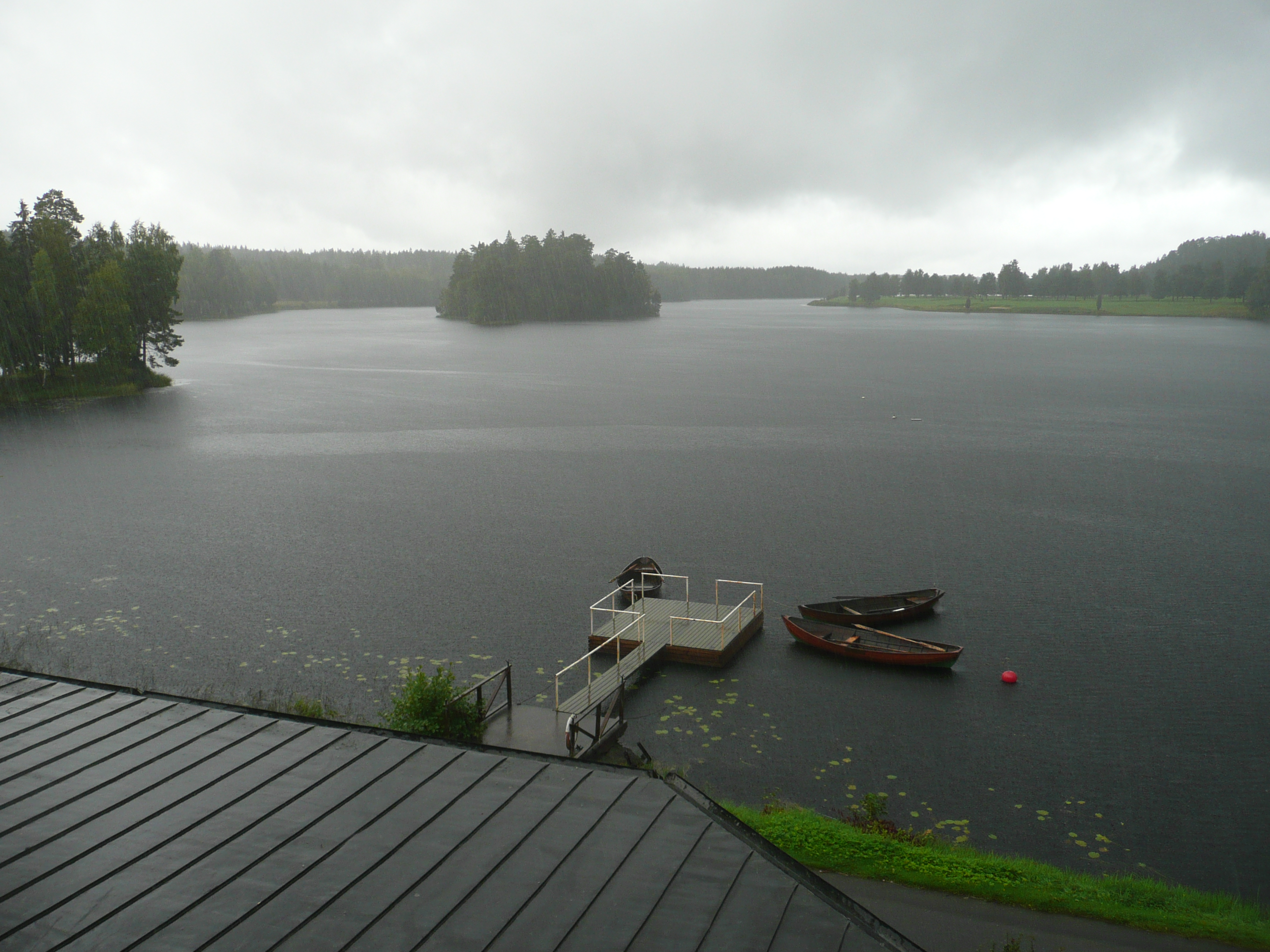
Vy över Hokasjön från Hooks herrgård

Hokasjön är en sjö i Jönköpings kommun och Vaggeryds kommun i Småland och ingår i Lagans huvudavrinningsområde. Sjön är 16,3 meter djup, har en yta på 1,17 kvadratkilometer och är belägen 198,9 meter över havet. Sjön avvattnas av vattendraget Hokaån.

## Delavrinningsområde
Hokasjön ingår i det delavrinningsområde (638325-140820) som SMHI kallar för Utloppet av Hokasjön. Avrinningsområdets medelhöjd är 211 meter över havet och ytan är 7,23 kvadratkilometer. Räknas de 3 delavrinningsområdena uppströms in blir den ackumulerade arean 120,71 kvadratkilometer. Hokaån som avvattnar avrinningsområdet har biflödesordning 2, vilket innebär att vattnet flödar genom totalt 2 vattendrag innan det når havet efter 217 kilometer. Delavrinningsområdet består mestadels av skog (65 procent). Avrinningsområdet har 1,15 kvadratkilometer vattenytor vilket ger det en sjöprocent på 15,9 procent.